# 津野総夫
津野 総夫（つの ふさお、1953年8月17日 - ）は、地方競馬の元騎手（新潟）・元調教師（新潟→上山所属）。

## 経歴

### 騎手時代
師匠である向山勝調教師は後に弟弟子となる向山牧の叔父に当たり、定年までにリーディングトレーナーを10度獲得し、数々の故障馬を復活させてきたことで、中央でも「再生師」の名で知られていた。
1972年にデビューし、渡辺正治・森川一二三らと一時代を作り、1977年には県競馬史上最多の144勝を記録してリーディングジョッキーを獲得。1983年・1986年・1989年には『韓日ジョッキーカップ』、1993年には『ニイガタジョッキーカップ』と韓国の騎手交流競走に4度出場。1992年には中央競馬騎手招待で10頭中9番人気のナリタツバサに騎乗し、河内洋・武豊・小島貞博・佐藤哲三を抑えて優勝している。
1970年代にはアイアンハート、1980年代にはアジヤストメントとのコンビで活躍。アイアンハートでは1976年と1977年に新潟グランプリ・東北招待を連覇し、重賞4勝を含むオープン11連勝を記録。1976年の三条記念では2200ｍで2コーナーを回って追い出しをかけるも、全然手応えがなくなって後退するが、4コーナーを回っていい脚を使い勝利。津野は「あの馬は本当に強かったですね。私の場合はあの馬に競馬を教えてもらいました」と後に語っている。アジヤストメントでは1984年に県競馬所属馬がそれまで5回挑んで1度も勝てなかった東北サラブレッド大賞典を制した 。
1988年には中央移籍前のキリサンシーで4歳馬による準重賞・岡村記念を3馬身差快勝し 、ツカサアコードではダービーグランプリで10頭中9番人気ながら2着と健闘。入厩当初のキリサンシーは、かなりの気性難で、津野や向山が交代しながら、担当厩務員と共に馴致していた。
1994年の東北ダービーでは1番人気に推された新潟ダービー馬アタゴガンバに騎乗し、菅原勲騎乗のブラッククロス（岩手）と共に道中は後ろから行き、3コーナーから直線にかけては逃げ込もうとする上山のスーパーファルドを追い込んで襲いかかる。最後は各県の代表が大接戦のままゴールし、持ち味を発揮したが、ブラッククロスとアタマ差の2着に終わった。
1996年11月6日の三条第7競走サラ系4才C2ロ・シンオーロラが最後の勝利となり、同13日の三条第10競走サラ系一般B3でプレミアムロードに騎乗中、馬が転倒して下敷きになって一時期は生死を彷徨う程の大怪我となったものの、奇跡的に回復を見せる。その後は調教師試験を受験して合格し、同年限りで現役を引退。　

### 調教師時代
引退後は1997年から厩舎を開業し、弟弟子の向山が所属。4月3日の三条第2競走サラ系4才C2ハ・ハチカツギ（8頭中5着）で初出走を果たし、5月2日の新潟第1競走サラ系4才C2ハ・マイネビアンコで初勝利を挙げる 。3年目の1999年から2001年まで3年連続リーディングトレーナーを獲得し、1999年には7連勝中のチェイスチェイスが東北サラブレッド大賞典でロバリーハートなどを破り、直後には帝王賞に挑戦。2000年にはアクションアラートで4月23日の中央・京都第7競走4歳500万下で勝利を挙げ、新潟ダービーと東北ダービーを制す。2002年1月1日の新潟第7競走3歳A2・スターグローリアスが県競馬最後の勝利、同4日の新潟第1競走3歳C1ロ・ミヤビトップレディ（9頭中2着）が最後の出走となった 。
廃止後は上山に移籍し、4月14日の第2競走C6ハ・ウインインタクト（11頭中5着）
で当地初出走、同日の第6競走C6ロ・ゼンノユニコーンで当地初勝利を挙げる 。2003年11月9日の第7競走第2回WEEKEND DREAM記念・アドマイヤビームが最後の勝利、最終開催日となった同11日の第3競走小林望退職記念目指せ軍艦島特別・ウインレディー（11頭中9着）
が最後の出走となった 。

### 現在
調教師引退後は実家の農家を継ぎ、聖籠町で津野農園を経営 。

## 騎手成績

### 主な騎乗馬
- トウシヨウスター（1974年若草賞）
- アイアンハート（1976年, 1977年東北招待・新潟グランプリ、1976年三条記念・日本中央競馬会理事長賞）
- キングトツプラン（1977年東北アラブチャンピオン・越佐特別）
- マキノチカラ（1977年砂山特別）
- トウシヨウソネラ（1978年三条記念）
- アレスグーテ（1979年日本中央競馬会理事長賞）
- ワイルドカツラ（1980年日本中央競馬会理事長賞）
- ホクエツヒカリ（1980年出塚記念）
- フジノカイザー（1981年新潟アラブ優駿）
- アジャストメント（1984年東北サラブレッド大賞典・朱鷺大賞典）
- トライバルハツピー（1986年農林水産大臣賞典）
- ブルーフブキ（1987年アラブ栄冠）
- アサクラドラゴン（1988年新潟卯月賞・アラブ王冠、1989年銀蹄賞）
- スピードペガサス（1988年新潟記念、1989年豊栄記念）
- ツカサトキオー（1991年若草賞）
- バンダムプリンス（1991年青山記念）
- ミツヤジェットオー（1992年若駒賞・東北アラブ3歳チャンピオン）
- パーフェクト（1992年新潟アラブ大賞典）
- ソールドアウト（1993年若駒賞）
- オースミプリンス（1994年迎春賞）

その他
- ウットマン
- オーディン

## 調教師成績
- 地方 - 1910戦290勝 勝率15.2% 連対率27.2%
- 中央 - 15戦1勝	勝率・連対率6.7%

### 主な管理馬
- ラスカルライデン（1998年駿馬賞[37]、1999年新潟卯月賞）
- ブルーサクラ（1999年駿馬賞・若駒賞）
- チェイスチェイス（1999年東北サラブレッド大賞典、2000年迎春賞）
- アクションアラート（2000年東北ダービー・新潟ダービー・青山記念）
- ブルーオオマサ（2001年青山記念）